# Henry Maine

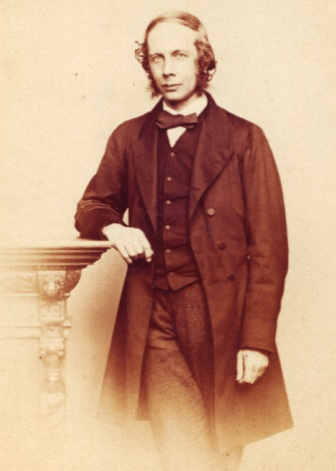
Portretfoto van de jonge Maine

Sir Henry James Sumner Maine (Kelso, 15 augustus 1822 – Cannes, 4 februari 1888) was een Britse jurist en historicus die een belangrijke bijdrage leverde aan de codificatie van het Indiase recht onder koloniaal bewind. Hij deed aan rechtsgeschiedenis en rechtsvergelijking en wordt beschouwd als een van de grondleggers van de rechtssociologie en de rechtsantropologie. In zijn bekendste werk Ancient Law (1861) poneerde hij dat samenlevingen waren geëvolueerd van status naar contract. Zijn politieke opvattingen waren patriarchaal en antidemocratisch.

## Leven
Maine werd geboren in Zuid-Schotland en ging op kostschool in Christ's Hospital in het Engelse Horsham. In 1841 trok hij naar Pembroke College in Cambridge, waar hij uitblonk in klassieke studies en de Chancellor's Gold Medal won voor een gedicht over de geboorte van de prins van Wales. Hij behaalde zijn Bachelor of Arts (BA) in 1844 en kreeg een positie als tutor aan Trinity College. Daar behaalde hij zijn Master of Arts (MA) en studeerde hij ook rechten. In 1847 werd hij benoemd tot Regius Professor of Civil Law aan de Universiteit van Cambridge, wat hij bleef tot 1854. Maar de bezoldiging was niet fameus en zijn aandacht verschoof naar de advocatuur. Hij ging grotendeels in Londen wonen en werd in 1850 barrister verbonden aan Lincoln's Inn. Twee jaar later werd hij docent Romeins recht aan de Inns of Court. Na het opgeven van zijn professoraat in Cambridge concentreerde hij zich op publiceren. Hij was mede-oprichter van de Saturday Review en in 1861 verscheen zijn belangrijkste werk, Ancient Law.
Van 1862 tot 1869 nam Maine als regeringslid in India deel aan het voorbereidende werk voor de codificatie van het recht. Zijn vijfjarige mandaat als Law Member in de Viceroy's Executive Council werd verlengd. Daarnaast was hij vice-kanselier van de Universiteit van Calcutta (1863-1869). 
In 1869 keerde Maine terug naar Engeland om de functie op te nemen van Corpus Professor of Jurisprudence in Oxford. Zijn invalshoek was rechtshistorisch en rechtsvergelijkend. In 1877 werd hij verkozen tot Master of Trinity Hall in Cambridge, waar hij de rest van zijn carrière doorbracht. Hij stierf in 1888 in het Zuid-Franse Cannes en werd er begraven.

## Theorie
Maine stelde dat moderne samenlevingen werden gekenmerkt doordat hun organisatieprincipe was geëvolueerd van status naar contract. Zo was de middeleeuwse standenmaatschappij overgegaan in een liberale burgermaatschappij. Zijn theorie beïnvloedde Ferdinand Tönnies en de late Karl Marx.

## Eerbetoon
Maine werd in 1866 verkozen tot lid van de American Academy of Arts and Sciences. In 1871 werd hij geridderd en in 1874 werd hij Fellow van de Royal Society.

## Publicaties
Naast vakartikelen en journalistiek werk waren de voornaamste publicaties van Maine:
- Ancient Law. Its Connection with the Early History of Society, and Its Relation to Modern Ideas (1861)
- Village-Communities in the East and West (1871)
- The Early History of the Property of Married Women (1873)
- Lectures on the Early History of Institutions (1875)
- The Effects of Observation of India on Modern European Thought (1875)
- Dissertations on Early Law and Custom (1883)
- Popular Government. Four Essays (1885)
- International Law. A Series of Lectures Delivered Before the University of Cambridge (1887)
- Plato. A Poem (1894)